# Famille Du Verdier
La famille Du Verdier est une ancienne famille noble originaire du Limousin, en France. Ses membres ont joué un rôle important dans la région et au-delà.

## Histoire
Les premières mentions de cette famille remontent au Moyen Âge, où elle a joué un rôle important dans l’histoire locale en tant que seigneurs et propriétaires terriens.
Bien que les filiations antérieures ne soient pas établies, le patronyme Du Verdier apparaît dans divers actes dès le XVe siècle dans une localité spécifique[Laquelle ?], la Corrèze. Jean Du Verdier est mentionné pour la première fois le 26 mai 1488dans un acte de litige avec l'abbé d'Obazine concernant le mas de Chassang. Un homonyme est également identifié dans un arrêté du 2 décembre 1523 par le Parlement de Bordeaux comme avocat du roi au « bas-pays de Limosin ».

## Armes

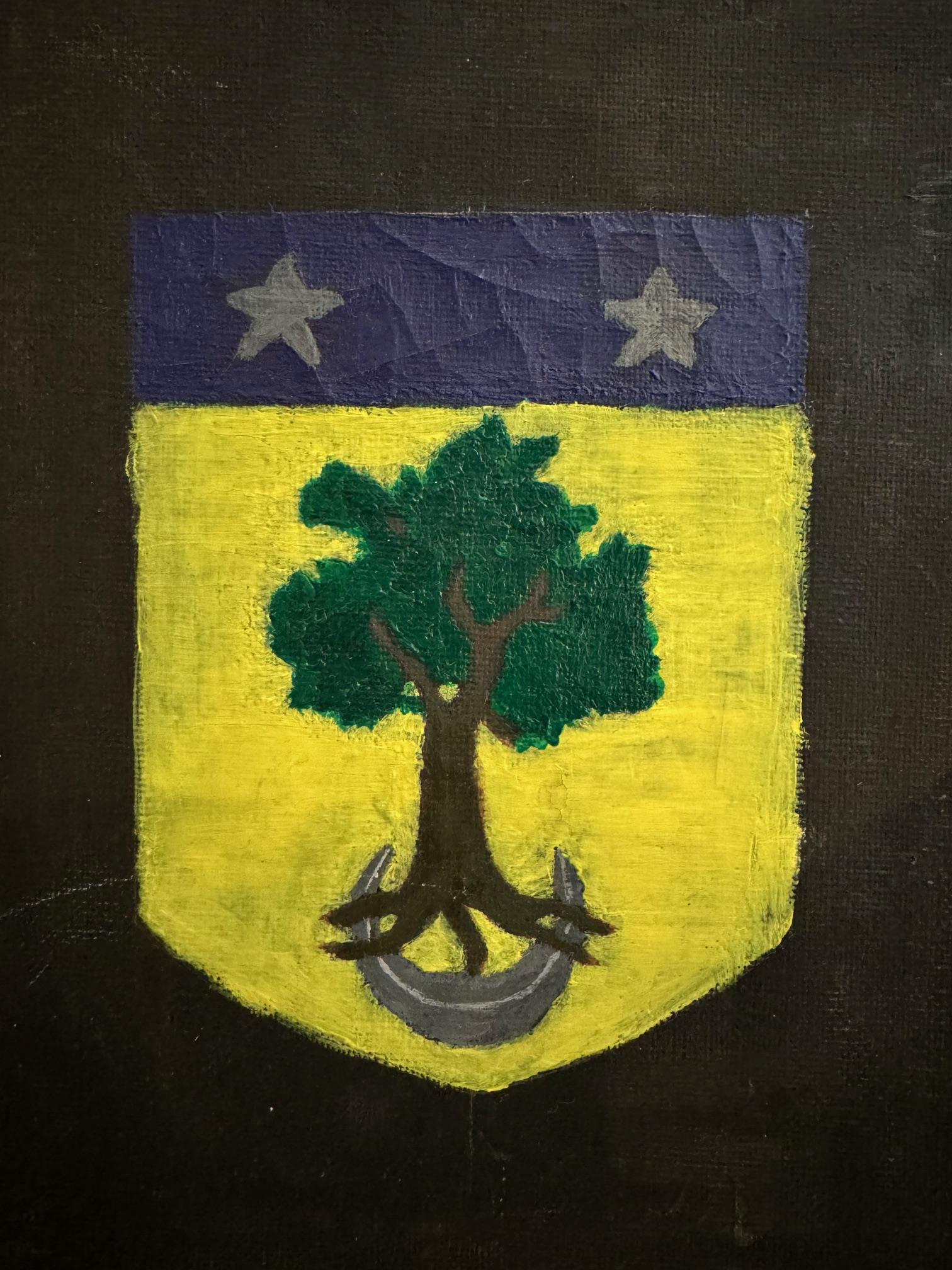
Blason Du Verdier.

Les armoiries de la famille Du Verdier sont décrites par Champeval, Potier de Courcy et Frédéric Saulnier ainsi : D'or à un arbre de sinople.,
De nombreuses variantes sont évoquées et adoptées par les différentes branches de la famille.